# Sáp, Hajdú-Bihar
Sáp este un sat în districtul Püspökladány, județul Hajdú-Bihar, Ungaria, având o populație de 1.053 de locuitori (2011). 

## Demografie
Componența etnică a satului Sáp
     Maghiari (80,59%)
     Romi (18,54%)
     Alții (0,87%)
Componența confesională a satului Sáp
     Reformați (57,55%)
     Fără religie (16,43%)
     Romano-catolici (6,08%)
     Necunoscută (19,94%)
Conform recensământului din 2011, satul Sáp avea 1.053 de locuitori. Din punct de vedere etnic, majoritatea locuitorilor (80,59%) erau maghiari, cu o minoritate de romi (18,54%).  Din punct de vedere confesional, majoritatea locuitorilor (57,55%) erau reformați, existând și minorități de persoane fără religie (16,43%) și romano-catolici (6,08%). Pentru 19,94% din locuitori nu este cunoscută apartenența confesională.